# Normandy (Missouri)
Normandy és una població dels Estats Units a l'estat de Missouri. Segons el cens del 2000 tenia 5.153 habitants.

## Demografia
Segons el cens del 2000, Normandy tenia 5.153 habitants, 2.166 habitatges, i 1.163 famílies. La densitat de població era de 1.093,2 habitants per km².
Dels 2.166 habitatges en un 30,4% hi vivien nens de menys de 18 anys, en un 23,9% hi vivien parelles casades, en un 24,7% dones solteres, i en un 46,3% no eren unitats familiars. En el 34,4% dels habitatges hi vivien persones soles el 5,5% de les quals corresponia a persones de 65 anys o més que vivien soles. El nombre mitjà de persones vivint en cada habitatge era de 2,32 i el nombre mitjà de persones que vivien en cada família era de 3,02.
Per edats la població es repartia de la següent manera: un 26% tenia menys de 18 anys, un 18,9% entre 18 i 24, un 29,3% entre 25 i 44, un 17,6% de 45 a 60 i un 8,2% 65 anys o més.
L'edat mediana era de 28 anys. Per cada 100 dones de 18 o més anys hi havia 74,1 homes.
La renda mediana per habitatge era de 25.802 $ i la renda mediana per família de 31.628 $. Els homes tenien una renda mediana de 29.333 $ mentre que les dones 25.634 $. La renda per capita de la població era de 14.399 $. Entorn del 17,3% de les famílies i el 24,1% de la població estaven per davall del llindar de pobresa.

## Poblacions més properes
El següent diagrama mostra les poblacions més properes.